# Wohnhaus Stader Straße 6
Das Wohnhaus Stader Straße 6 in der niedersächsischen Stadt Bremervörde wurde zum Ende des 19. Jahrhunderts gebaut. Aktuell (2025) wird es zum Wohnen genutzt.
Das Gebäude steht unter Denkmalschutz (siehe auch Liste der Baudenkmale in Bremervörde).

## Geschichte und Beschreibung
Bremervörde war um 1000 Sitz der Wasserburg Vörde an der Oste und gehört zum Landkreis Rotenburg (Wümme).
Das eingeschossige freistehende verputzte Gebäude mit überstehendem pfannengedeckten Krüppelwalmdach und mittigem Giebelrisalit zur westlichen Straße wurde um 1890 gebaut. Ein bauzeitlicher Eisenzaun blieb erhalten.